# Assedio di Trebisonda
L'assedio di Trebisonda fu combattuto tra trapezuntini e turchi selgiuchidi, tra il 1205 e il 1206 nel Ponto, a Trebisonda; lo scontro si concluse con la vittoria dei trapezuntini.

## Antefatto
L'assedio fu un tentativo, da parte del sultano selgiuchide, Kaykhusraw I (1192-1196; 1205-1211), di conquistare la capitale dell'impero di Trebisonda, per porre così fine allo stato appena nato (1204). Prima di questo conflitto, il sultano selgiuchide - appena ritornato al trono spodestando il nipote Qilij Arslan III (1204-1205) - aveva conquistato ai suoi rivali, i turchi Danishmendidi, le città occidentali dell'Asia Minore, con questa mossa Kaykhusraw I, si assicurava di non essere disturbato da nessuno, nell'assedio di Trebisonda, difesa dall'imperatore Alessio I Comneno (1204-1222).

## L'assedio
Ma l'assedio non andò come sperava il sultano, infatti i selgiuchidi non riuscirono a catturare la città. La fortuna dei trapezuntini fu che il sultano si stufò di non vedere risultati, in più l'impero latino offrì un'alleanza ai selgiuchidi contro l'impero di Nicea, per questo motivo Kaykhusraw I abbandonò l'assedio di Trebisonda, per andar ad attaccare i niceni, l'impero di Trebisonda era salvo.

## Conseguenze
In breve tempo i turchi conquistarono ai niceni, la città di Antalya. A seguito di quella conquista, il sultano avviò una lunga campagna contro i niceni, durante la quale trovò la morte in battaglia nel 1211.